# Jacqueline McKenzie
Jacqueline Susan McKenzie (Sydney, 24 ottobre 1967) è un'attrice australiana.

## Biografia
È nota per l'interpretazione di Diana Skouris, dal 2004 al 2007, nella serie televisiva 4400. Dal giugno 2008 è entrata a far parte del cast della serie Mental, prodotta da Fox, nella quale l'attrice interpreta il personaggio di Veronica Hayden-Jones.

## Filmografia parziale

### Cinema
- Skinheads, regia di Geoffrey Wright (1992)
- Under the Lighthouse Dancing, regia di Graeme Rattigan (1997)
- Blu profondo (Deep Blue Sea), regia di Renny Harlin (1999)
- Kiss Kiss (Bang Bang), regia di Stewart Sugg (2000)
- I sublimi segreti delle Ya-Ya sisters (Divine Secrets  of the Ya-Ya Sisterhood), regia di Callie Khouri (2002)
- Peaches, regia di Craig Monahan (2004)
- Opal Dream, regia di Peter Cattaneo (2006)
- The Water Diviner, regia di Russell Crowe (2014)
- Miss Fisher e la cripta delle lacrime (Miss Fisher and the Crypt of Tears), regia di Tony Tilse (2020)
- Malignant, regia di James Wan (2021)
- Poker Face, regia di Russell Crowe (2022)
- Force of Nature - Oltre l'inganno (Force of Nature: The Dry 2), regia di Robert Connolly (2024)

### Televisione
- Wandin Valley – serie TV, 2 episodi (1992)
- Halifax – serie TV, 1 episodio (1995)
- L'ultima spiaggia (On the Beach), regia di Russell Mulcahy – film TV (2000)
- Incubi e deliri (Nightmares and Dreamscapes: From the Stories of Stephen King) – miniserie TV (2006)
- Senza traccia (Without a Trace) – serie TV, episodio 5x17 (2007)
- 4400 (The 4400) – serie TV, 44 episodi (2004-2007)
- Mental – serie TV, 13 episodi (2009)
- NCIS: Los Angeles – serie TV, episodio 1x24 (2010)
- Hawaii Five-0 – serie TV, episodio 1x05 (2010)
- Desperate Housewives – serie TV, episodio 8x11 (2012)
- CSI: Miami – serie TV, episodio 10x13 (2012)
- Pine Gap – serie TV, 6 episodi (2018)

## Discografia parziale

### Audiolibri
- 2011 - Picnic At Hanging Rock (Bolinda Audio)

## Doppiatrici italiane
Nelle versioni in italiano delle opere in cui ha recitato, Jacqueline McKenzie è stata doppiata da:
- Roberta Paladini in Mental, CSI: Miami
- Monica Ward in NCIS: Los Angeles
- Claudia Catani in Pine Gap
- Francesca Fiorentini in Force of Nature - Oltre l'inganno